# 하츠네 미쿠의 소실
〈하츠네 미쿠의 소실〉(일본어: 初音ミクの消失)은 cosMo@폭주P에 의해 발표된 악곡, 및 노래를 비롯한 "소실"시리즈의 악곡을 수록한 2010년에 발매된 cosMo@폭주P의 메이저 데뷔 오리지널 앨범이다. VOCALOID을 사용한 소프트웨어 하츠네 미쿠를 사용하였다. 2012년 소설 판도 발매되고 있다.

## 수록곡
- 신세계 / cosMo @ 폭주 P feat. 하츠네 미쿠 [3:20]
- 하츠네 미쿠와 놀자! / cosMo @ 폭주 P feat. 하츠네 미쿠 [4:35]
- AI / cosMo @ 폭주 P feat. 하츠네 미쿠 [4:34]
- 하츠네 미쿠의 폭주 / cosMo @ 폭주 P feat. 하츠네 미쿠 [4:48]
  - 「소실」과 대등한 cosMo의 대표 곡으로, cosMo 폭주 P라는 이름이 붙는 계기가 된 곡
- 하츠네 미쿠의 당황 / cosMo @ 폭주 P feat. 하츠네 미쿠 [5:06]
- 하츠네 미쿠의 분열 → 파괴 / Storyteller (GAiA x cosMo @ 폭주 P) feat. 하츠네 미쿠 [5:32]
- 안녕 상식 공간 / cosMo @ 폭주 P feat. 하츠네 미쿠 [4:38]
- 0 / cosMo @ 폭주 P feat. 하츠네 미쿠 [3:41]
- 하츠네 미쿠의 종언 / cosMo @ 폭주 P feat. 하츠네 미쿠 [3:59]
- 하츠네 미쿠의 소실 / cosMo @ 폭주 P feat. 하츠네 미쿠 [4:49]
  - 곡명은 풀버전에 한해 "하츠네 미쿠의 소실-DEAD END- "라고 불린다.
- Hyper ∞ LATiON / cosMo @ 폭주 P feat. 하츠네 미쿠 [2:18]
- ∞ / cosMo @ 폭주 P feat. 하츠네 미쿠 [5:08]
  - "인피니티"라고 읽는다 (가사 중).
- 하츠네 미쿠의 격창 / Storyteller feat. 하츠네 미쿠/ cosMo @ 폭주 P feat. 하츠네 미쿠 [3:44]

## 같이 보기
- 하츠네 미쿠
- VOCALOID